# Toúmpa (ort i Grekland, Mellersta Makedonien, Nomós Kilkís)
Toúmpa är en ort i Grekland.   Den ligger i prefekturen Nomós Kilkís och regionen Mellersta Makedonien, i den norra delen av landet, 300 km norr om huvudstaden Aten. Toúmpa ligger 67 meter över havet och antalet invånare är 993.
Terrängen runt Toúmpa är platt åt sydost, men åt nordväst är den kuperad. Terrängen runt Toúmpa sluttar brant österut.Runt Toúmpa är det ganska tätbefolkat, med 67 invånare per kvadratkilometer. Närmaste större samhälle är Giannitsá, 19,6 km sydväst om Toúmpa. Trakten runt Toúmpa består till största delen av jordbruksmark.